# Oleh Dopilka
Oleh Vasyl'ovyč Dopilka (in ucraino Олег Васильович Допілка?; in russo Олег Васильевич Допилка?, Oleg Vasil'evič Dopilka; Kiev, 12 marzo 1986) è un ex calciatore ucraino, di ruolo difensore.

## Carriera

### Club
Ha giocato dal 2003 al 2011 nella Dinamo Kiev, che nel 2009 lo aveva ceduto in prestito al Kryvbas.

### Nazionale
Ha partecipato ai Mondiali Under-20 del 2005.
Conta due presenze con la nazionale ucraina, entrambe nel 2008.

## Palmarès

### Club

#### Competizioni nazionali
- Supercoppa d'Ucraina: 1

Dinamo Kiev: 2007
- Campionato ucraino: 1

Dinamo Kiev: 2008-2009
- Perša Liha: 1

Zirka: 2015-2016